# ГАЕС Níngbōxīkǒu
ГАЕС Níngbōxīkǒu (宁波溪口抽水蓄能电站) — гідроакумулювальна електростанція на сході Китаю у провінції Чжецзян. Використовує резервуари, створені на лівобережжі Shanjiang, лівої твірної короткої річки Fenghua, яка у місті Нінбо приєднується праворуч до Yuyao незадовго до впадіння останньої до Східнокитайського моря.
Верхній резервуар створили за допомогою бетонної греблі висотою 49 метрів, довжиною 154 метри та шириною по гребеню 6 метрів. Вона утримує водосховище з об'ємом 1 млн м3 (корисний об'єм 0,67 млн м3), в якому припустиме коливання рівня в операційному режимі між позначками 309,7 та 327 метрів НРМ (під час повені рівень може зростати 328 метрів НРМ).
Нижній резервуар з об'ємом 1,2 млн м3 створили за допомогою насипної греблі із бетонним облицюванням висотою 46 метрів, довжиною 274 метри та шириною по гребеню 6 метрів.
З верхнього резервуара прокладено тунель довжиною 0,43 км з діаметром 3,4 метра, який переходить у напірний водовід довжиною 0,64 км з діаметром 3,2 метра. У складі системи також працює вирівнювальний резервуар, котрий складається із нижньої камери діаметром 3,5 метра, з'єднувальної шахти діаметром 3,4 метра та верхнього відкритого басейну діаметром 9 метрів.
Розташований на березі нижнього резервуара машинний зал обладнали двома оборотними турбінами типу Френсіс потужністю по 41,5 МВт (номінальна потужність станції рахується як 80 МВт), які використовують напір від 229 до 268 метрів (номінальний напір 240 метрів) та забезпечують підйом води на висоту від 242 до 276 метрів. За рік станція повинна забезпечувати виробництво 150 млн кВт·год електроенергії при споживанні для зворотного закачування 190 млн кВт·год.
Зв'язок з енергосистемою відбувається по ЛЕП, розрахованій на роботу під напругою 110 кВ.